# Піджен (Мічиган)
Піджен (англ. Pigeon) — селище (англ. village) в США, в окрузі Гурон штату Мічиган. Населення — 1222 особи (2020).

## Географія
Піджен розташований за координатами 43°49′47″ пн. ш. 83°16′11″ зх. д. / 43.82972° пн. ш. 83.26972° зх. д. (43.829833, -83.269834).  За даними Бюро перепису населення США в 2010 році селище мало площу 2,23 км², уся площа — суходіл. В 2017 році площа становила 2,06 км², уся площа — суходіл.

## Демографія
Згідно з переписом 2010 року, у селищі мешкало 1208 осіб у 551 домогосподарстві у складі 323 родин. Густота населення становила 543 особи/км².  Було 621 помешкання (279/км²).
Расовий склад населення:
| - 98,6 % — білих - 0,3 % — чорних або афроамериканців - 0,2 % — корінних американців - 0,2 % — азіатів |

До двох чи більше рас належало 0,5 %. Частка іспаномовних становила 2,8 % від усіх жителів.
За віковим діапазоном населення розподілялося таким чином: 19,5 % — особи молодші 18 років, 52,3 % — особи у віці 18—64 років, 28,2 % — особи у віці 65 років та старші. Медіана віку мешканця становила 47,2 року. На 100 осіб жіночої статі у селищі припадало 85,0 чоловіків;  на 100 жінок у віці від 18 років та старших — 80,9 чоловіків також старших 18 років.
Середній дохід на одне домашнє господарство  становив 48 235 доларів США (медіана — 36 917), а середній дохід на одну сім'ю — 63 036 доларів (медіана — 54 432). Медіана доходів становила 40 750 доларів для чоловіків та 27 386 доларів для жінок. За межею бідності перебувало 19,5 % осіб, у тому числі 35,9 % дітей у віці до 18 років та 7,8 % осіб у віці 65 років та старших.
Цивільне працевлаштоване населення становило 555 осіб. Основні галузі зайнятості: виробництво — 25,0 %, освіта, охорона здоров'я та соціальна допомога — 24,3 %, роздрібна торгівля — 12,4 %, мистецтво, розваги та відпочинок — 6,1 %.